# Full Metal Panic!
Full Metal Panic! (フルメタル·パニック!) là loạt light novel được viết bởi Gatoh Shoji và minh họa bởi Douji Shiki. Các chương được in riêng biệt với nhau trên tạp chí hàng tháng Monthly Dragon Magazine từ ngày 09 tháng 9 năm 1998 đến ngày 20 tháng 8 năm 2011, sau đó được tổng hợp lại thành từng tập sách bìa mềm xuất bản bởi Fujimi Fantasia Bunko của Fujimi Shobo. Xoay quanh Sagara Sousuke một thành viên của một tổ chức quân đội đánh thuê chống khủng bố mật có tên Mithril nhận nhiệm vụ bảo vệ cho Chidori Kaname một cô gái có khả năng đặc biệt và đanh đá. Cốt truyện được chia thành hai phần một phần xoay quanh nhiệm vụ của Sousuke như một chiến binh của Mithril chiến đấu trên các chiến trường ác liệt bằng các mecha cỡ lớn, phần còn lại là hài hước xoay quanh cuộc sống của anh với nhiệm vụ bảo vệ Chidori tại ngôi trường trung học Jindai nơi anh cho nổ tung với thuốc nổ thường xuyên và luôn bị Chidori cho một trận mỗi lần như thế.
Tiểu thuyết đã được chuyển thể thành nhiều phương tiện truyền thông khác nhau như 5 bộ manga, ba bộ anime và một phim do người đóng. Sau bộ light novel đầu thúc thì một bộ light novel khác trong loạt với cùng bối cảnh nhưng có cốt truyện và nhân vật khác bắt đầu được thực hiện là Full Metal Panic! Another.

## Sơ lược cốt truyện
Loạt phim kể về Sousuke Sagara, thành viên của một tổ chức quân sự tư nhân chống khủng bố có tên là Mithril, được giao nhiệm vụ bảo vệ Kaname Chidori, một nữ sinh trung học Nhật Bản. Anh chuyển đến Nhật Bản để học tại trường của Chidori, trường trung học Jindai, với sự hỗ trợ từ các đồng chí Kurz Weber và Melissa Mao. Do thiếu hụt kĩ năng xã hội cơ bản, Sousuke luôn bị các bạn học trêu chọc là một kẻ cuồng quân sự khi anh cố diễn giải các tình huống hàng ngày từ kinh nghiệm chiến đấu của anh. Chidori nhận ra rằng Sousuke đang cố bảo vệ cô nhưng anh ta không tiết lộ lý do của việc này cũng như việc anh ta không biết tại sao Chidori lại bị các tổ chức khác nhắm đến.

## Truyền thông

### Light novel
Bộ light novel được viết bởi Gatoh Shoji à minh họa bởi Douji Shiki. Các chương của nó được đăng định kỳ trên tạp chí hàng tháng Monthly Dragon Age của Fujimi Shobo từ ngày 09 tháng 9 năm 1998 đến ngày 20 tháng 8 năm 2011. Các chương sau đó đã được tập hợp lại và phát hành thành 23 bunkobon. Có hai loạt sách khác nhau: một tập hợp các mẫu truyện ngắn và một là bộ tiểu thuyết. Vẫn còn một lượng lớn các mẫu truyện ngắn chưa được tập hợp và xuất bản khiến cho phần nắm bắt cốt truyện trở nên khá khó khăn nếu không đọc tạp chí này. Tổng cộng có 12 tập truyện chính, 9 tập truyện ngắn và 2 tập ngoại truyện. Tokyopop đã đăng ký bản quyền phát hành phiên bản tiếng Anh của bộ tiểu thuyết và các ấn phẩm liên quan tại thị trường Bắc Mỹ, Daiwon C.I. thì đăng ký tại Hàn Quốc còn Kadokawa Shoten thì giữ bản quyền tại Hồng Kông, Macao và Đài Loan.
Sau bộ light novel này kết thúc thì một bộ light novel khác trong loạt với cùng bối cảnh nhưng có cốt truyện và nhân vật khác bắt đầu được thực hiện là Full Metal Panic! Another.

### Manga
Full Metal Panic! đã được chuyển thể thành một loạt manga gồm năm bộ khác nhau. Bộ đầu tiên có tựa Full Metal Panic! được vẽ bởi Tateo Retsu và đăng trên Newtype, với tổng cộng 9 tập tankōbon xuất bản bởi Kadokawa Comics. Cũng giống như tiểu thuyến một bộ manga song song với cốt truyện chia làm hai một chuyên vào các trận chiến và một tập trung vào cuộc sống học đường hài hước. Các sự kiện diễn ra trong bộ manga này cũng xảy ra trong bộ anime đầu và bộ anime Full Metal Panic? Fumoffu.
Bộ manga hài hước có tên Full Metal Panic! Overload do Nagai Tomohiro thực đăng trên tạp chí Dragon Magazine của Shobo Fujimi từ ngày 30 tháng 1 năm 2001 đến ngày 01 tháng 4 năm 2003. Các chương sau đó được tập hợp lại và phát hành thành 5 tập tankōbon. ADV Manga đã mua bản quyền phát hành phiên bản tiếng Anh của loạt manga này.
Bộ manga hài hước khác có tên Full Metal Panic! Comic Mission được thực hiện bởi Tateo Retsu và đăng trên tạp chí Dragon Junior của Fujimi Shobo từ năm 2003 đến năm 2006. Các chương sau đó đã được tập hợp lại và phát hành thành 7 tankōbon.
Bộ manga được vẽ bởi Ueda Hiroshi có tựa Full Metal Panic! Σ đăng trên tạp chí Dragon Magazine của Fujimi Shobo từ ngày 01 tháng 8 năm 2005 đến ngày 20 tháng 9 năm 2013. Lấy cốt truyện song song với tiểu thuyết bắt đầu từ mở đầu của bộ anime thứ ba là Full Metal Panic! The Second Raid cho đến hết các sự kiện diễn ra sau đó trong loạt tiểu thuyết.
Nagai Tomohiro thì thực hiện Full Metal Panic! Surplus phát hành thẳng thành một tập tankōbon vào ngày 01 tháng 7 năm 2003.

### Sách
Một cuốn artbook có tựa Full Metal Panic! The Anime Mission do Fujimi Shobou phát hành vào ngày 01 tháng 12 năm 2002. Cuốn sách chứa các hình vẽ, các thiết kế, thông tin các nhân vật cùng những người máy dùng cho bộ anime và manga. Ngoài ra sách cũng có các bài phỏng vấn những người tham gia thực hiện bộ anime.
Một cuốn artbook khác có tựa Colorful Wind do Shiki Douji thực hiện phát hành vào ngày 01 tháng 5 năm 2002. Hầu hết hình vẽ trong cuốn sách này là về Full Metal Panic! ngoài ra thì có nhiều hình vẽ với chủ đề về các nhân vật huyền ảo khác.

### Anime
Chuyển thể bộ anime đầu tiên của Full Metal Panic! đã được Gonzo thực hiện và được đạo diễn bởi Chigira Koichi. Anime lấy cốt truyện dựa theo light novel. Bộ anime đầu tiên có cùng tên đã được phát sóng tại Nhật Bản từ ngày 08 tháng 1 đến ngày 18 tháng 6 năm 2002 với 24 tập. ADV Films thì đăng ký bản quyền phát hành phiên bản lồng tiếng Anh của bộ anime thứ nhất để phát hành tại thị trường Bắc Mỹ và Anh cũng như thị trường tiếng Đức, Déclic Images đăng ký tại Pháp, Shin Vision đăng ký tại Ý, MC Entertainment đăng ký tại Nga, Emina AB đăng ký tại Thụy Điển và Proware Multimedia International đăng ký tại Đài Loan.
Bộ anime thứ hai là Full Metal Panic? Fumoffu đã được thực hiện bởi Kyoto Animation và đạo diễn bởi Takemoto Yasuhiro Bộ anime thứ hai có cốt truyện là phần cốt truyện thứ hai của tiểu thuyết tập trung vào cuộc sống học đường và các yếu tố hài hước, nó đã được phát sóng tại Nhật Bản từ ngày 25 tháng 8 đến ngày 18 tháng 11 năm 2003 với 12 tập. ADV Films cũng đăng ký bản quyền phát hành phiên bản lồng tiếng Anh của bộ anime thứ hai để phát hành tại thị trường Bắc Mỹ và Anh, Madman Entertainment đăng ký tại Úc và New New Zealand, Déclic Images đăng ký tại Pháp, Shin Vision đăng ký tại Ý, MC Entertainment đăng ký tại Nga, Cloverway đăng ký tại Bồ Đào Nha và Proware Multimedia International đăng ký tại Đài Loan.
Bộ anime thứ ba tên Full Metal Panic!: The Second Raid có cốt truyện tiếp tục mô tả các cuộc chiến giống như bộ anime đầu đã phát sóng tại Nhật Bản từ ngày 13 tháng 7 đến ngày 19 tháng 10 năm 2005. Một tập OVA đã được phát hành dưới dạng DVD vào ngày 26 tháng 5 năm 2006, nó chưa từng được phát sóng. Kadokawa Pictures USA giữ ban quyền phiên bản tiếng Anh của bộ anime này, Madman Entertainment đăng ký tại Úc và New New Zealand, Dynit và Shin Vision đăng ký tại Pháp, MC Entertainment đăng ký tại Nga và Proware Multimedia International đăng ký tại Đài Loan.

### Phim người đóng
Mandalay Pictures đã tuyên bố thực hiện một chuyển thể phim do người đóng, với tin đồn rằng diễn viên Zac Efron sẽ tham gia thực hiện. Efron đã xác nhận rằng đã có một cuộc gặp diễn ra nhưng cũng nói thêm rằng việc tham gia sẽ khó mà được thực hiện.

### Âm nhạc
Bộ anime thứ nhất có hai bài hát chủ đề, một mở đầu và một kết thúc. Bài hát mở đầu có tựa Tomorrow do Shimokawa Mikuni trình bày, bài hát kết thúc có tựa Karenai Hana (枯れない花) cũng do Shimokawa Mikuni trình bày, đĩa đơn chứa cả hai bài hát đã phát hành vào ngày 20 tháng 2 năm 2002. Hai album chứa các bản nhạc dùng trong bộ anime thứ nhất đã phát hành vào ngày 17 tháng 4 và 19 tháng 6 năm 2002.
| tomorrow / Karenai Hana (tomorrow/枯れない花) | tomorrow / Karenai Hana (tomorrow/枯れない花)             | tomorrow / Karenai Hana (tomorrow/枯れない花) |
| STT                                           | Nhan đề                                                   | Thời lượng                                    |
| --------------------------------------------- | --------------------------------------------------------- | --------------------------------------------- |
| 1.                                            | "tomorrow"                                                | 3:37                                          |
| 2.                                            | "Karenai Hana (枯れない花)"                               | 4:33                                          |
| 3.                                            | "Kimi na Yume (キミノユメ)"                               | 3:40                                          |
| 4.                                            | "tomorrow -instrumental-"                                 | 3:37                                          |
| 5.                                            | "Karenai Hana -instrumental- (枯れない花 -instrumental-)" | 4:31                                          |
| Tổng thời lượng:                              | Tổng thời lượng:                                          | 19:58                                         |

| Full Metal Panic! Original Sound Track Album 1 (フルメタル・パニック! オリジナル サウンドトラック アルバム1) | Full Metal Panic! Original Sound Track Album 1 (フルメタル・パニック! オリジナル サウンドトラック アルバム1) | Full Metal Panic! Original Sound Track Album 1 (フルメタル・パニック! オリジナル サウンドトラック アルバム1) |
| STT | Nhan đề | Thời lượng                                                                                                   |
| --- | --- | --- |
| 1. | "Opening Theme "tomorrow""                                                                                   | 3:37 |
| 2. | "Arashi No Mae (嵐の前)"                                                                                     | 2:25 |
| 3. | "Subtitle (サブタイトル)"                                                                                    | 0:10 |
| 4. | "Sasayaki (ささやき)"                                                                                        | 1:05 |
| 5. | "Check・list (チェック・リスト)"                                                                             | 1:43 |
| 6. | "Tatakau M9 (戦うM9)"                                                                                        | 1:27 |
| 7. | "Conspiracy (コンスピラシー)"                                                                                | 2:12 |
| 8. | "Kokonotsu no Ryu (九つの龍)"                                                                                | 2:00 |
| 9. | "No・Mercy (ノー・マーシー)"                                                                                 | 1:56 |
| 10. | "Black・Operation (ブラック・オペレーション)"                                                                | 2:21 |
| 11. | "Eye Catch (アイキャッチ)"                                                                                   | 0:06 |
| 12. | "Plan 1056 (プラン1056)"                                                                                     | 2:19 |
| 13. | "Torio no Shokutaku (トリオの食卓)"                                                                          | 1:26 |
| 14. | "Wareraga Manabiya (我らがまなびや)"                                                                         | 1:18 |
| 15. | "Shisseki To Benkai (叱責と弁解)"                                                                            | 1:08 |
| 16. | "Cool・Running (クール・ランニング)"                                                                         | 2:07 |
| 17. | "Kaname no Kitchin (かなめのキッチン)"                                                                       | 1:54 |
| 18. | "Kaname no Pajama (かなめのパジャマ)"                                                                        | 2:08 |
| 19. | "Kakumo Heiwana Yoru (かくも平和な夜)"                                                                       | 1:44 |
| 20. | "Kojireru Mondai (こじれる問題)"                                                                             | 0:51 |
| 21. | "Komeko no Sanpo (仔猫の散歩)"                                                                               | 1:18 |
| 22. | "Kadokawa Gorou To Suppin Girls Desu (角川五郎とすっぴんガールズです)"                                       | 1:06 |
| 23. | "Tokkou Yoraou? (特攻野郎?)"                                                                                 | 1:16 |
| 24. | "Ending Theme "Karenai Hana" (Ending Theme "枯れない花")"                                                    | 4:31 |
| Tổng thời lượng:                                                                                             | Tổng thời lượng:                                                                                             | 42:08 |

| Full Metal Panic! Original Sound Track Album 2 (フルメタル・パニック! オリジナル サウンドトラック アルバム2) | Full Metal Panic! Original Sound Track Album 2 (フルメタル・パニック! オリジナル サウンドトラック アルバム2) | Full Metal Panic! Original Sound Track Album 2 (フルメタル・パニック! オリジナル サウンドトラック アルバム2) |
| STT | Nhan đề | Thời lượng                                                                                                   |
| --- | --- | --- |
| 1. | "Samui Kuni Kara Kita Otoko (寒い国からきた男)"                                                              | 2:27 |
| 2. | "Narazumono Butai (ならず者部隊)"                                                                            | 1:29 |
| 3. | "Suimenka no Jokei (水面下の状景)"                                                                           | 1:04 |
| 4. | "Shashin (写真)"                                                                                             | 1:06 |
| 5. | "Chokuritsu fudo wa Bousou Jokyoku (直立不動は暴走の序曲)"                                                   | 0:59 |
| 6. | "Tsugaku Ninmu (通学任務)"                                                                                   | 1:24 |
| 7. | "Yuhi no Safehouse (夕日のセーフハウス)"                                                                     | 1:20 |
| 8. | "Isshoni Kaeroyo... (一緒に帰ろうよ…)"                                                                       | 2:28 |
| 9. | "Kancho wa 16 sai (艦長は16歳)"                                                                              | 1:28 |
| 10. | "Tuatha・De・Danaan (トゥアハー・デ・ダナン)"                                                                | 2:00 |
| 11. | "Ninmu Suiko Shirei (任務遂行指令)"                                                                          | 1:46 |
| 12. | "Lady Chapel (レディ・チャペル)"                                                                             | 1:28 |
| 13. | "Surechigau Kokoro (すれ違う心)"                                                                             | 1:32 |
| 14. | "Kanashii Kotori (悲しい小鳥)"                                                                               | 2:03 |
| 15. | "Nukumori (ぬくもり)"                                                                                        | 2:06 |
| 16. | "Kurayami no Teikoku (暗やみの帝国)"                                                                         | 1:54 |
| 17. | "Kaiju Eiga (怪獣映画)"                                                                                      | 1:32 |
| 18. | "Creeping (クリーピング)"                                                                                    | 1:34 |
| 19. | "Mouju ga Semaru (猛獣がせまる)"                                                                             | 1:31 |
| 20. | "Fukaku, Shizuka ni... (深く、静かに…)"                                                                      | 2:02 |
| 21. | "Hakugeki (迫撃)"                                                                                            | 1:45 |
| 22. | "Hangeki Kaishi (反撃開始)"                                                                                  | 1:42 |
| 23. | "FIRE AT WILL"                                                                                               | 1:36 |
| 24. | "Direct Action (ダイレクト・アクション)"                                                                     | 1:10 |
| 25. | "Kousoku Ridatsu (高速離脱)"                                                                                 | 2:14 |
| 26. | "Nikushimi wo Koete (憎しみを越えて)"                                                                        | 1:46 |
| 27. | "Tatakai Oete (戦い終えて)"                                                                                  | 1:41 |
| 28. | "Epilogue (エピローグ)"                                                                                      | 1:32 |
| 29. | "Take me out Mariana trench"                                                                                 | 1:49 |
| 30. | "Eye Catch (アイキャッチ)"                                                                                   | 0:21 |
| Tổng thời lượng:                                                                                             | Tổng thời lượng:                                                                                             | 48:49 |

Bộ Fumoffu có hai bài hát chủ đề, một mở đầu và một kết thúc. Bài hát mở đầu có tựa Sore Ga Ai Deshou (それが、愛でしょう), bài hát kết thúc có tựa Kimi ni Fuku Kaze (君に吹く風) cả hai đều do Shimokawa Mikuni trình bày, đĩa đơn chứa cả hai bài hát đã phát hành vào ngày 03 tháng 9 năm 2003. Album chứa các bản nhạc dùng trong bộ anime này đã phát hành vào ngày 17 tháng 12 năm 2003.
| Sore ga, Ai Deshou / Kimi ni Fuku Kaze (それが、愛でしょう/君に吹く風) | Sore ga, Ai Deshou / Kimi ni Fuku Kaze (それが、愛でしょう/君に吹く風)  | Sore ga, Ai Deshou / Kimi ni Fuku Kaze (それが、愛でしょう/君に吹く風) |
| STT                                                                    | Nhan đề                                                                 | Thời lượng                                                             |
| ---------------------------------------------------------------------- | ----------------------------------------------------------------------- | ---------------------------------------------------------------------- |
| 1.                                                                     | "Sore ga, Ai Deshou (それが、愛でしょう)"                               | 5:13                                                                   |
| 2.                                                                     | "Kimi ni Fuku Kaze (君に吹く風)"                                        | 4:43                                                                   |
| 3.                                                                     | "Are Kara (あれから)"                                                   | 4:18                                                                   |
| 4.                                                                     | "Sore ga, Ai Deshou -instrumental- (それが、愛でしょう -instrumental-)" | 5:14                                                                   |
| 5.                                                                     | "Kimi ni Fuku Kaze -instrumental- (君に吹く風 -instrumental-)"          | 4:42                                                                   |
| Tổng thời lượng:                                                       | Tổng thời lượng:                                                        | 24:10                                                                  |

| Full Metal Panic! Fumoffu? Original Soundtrack Album (フルメタル・パニック? ふもっふ オリジナルサウンドトラックアルバム) | Full Metal Panic! Fumoffu? Original Soundtrack Album (フルメタル・パニック? ふもっふ オリジナルサウンドトラックアルバム) | Full Metal Panic! Fumoffu? Original Soundtrack Album (フルメタル・パニック? ふもっふ オリジナルサウンドトラックアルバム) |
| STT | Nhan đề | Thời lượng |
| --- | --- | --- |
| 1. | "Sore ga, Ai Deshou (それが、愛でしょう)"                                                                                | 5:14 |
| 2. | "Toukou to Bikou to (登校と尾行と)"                                                                                      | 2:17 |
| 3. | "Bakufuu wa Soyo Kaze no Youni (爆風はそよ風のように)"                                                                   | 1:52 |
| 4. | "Omoide wo Nokoshite (想い出を残して)"                                                                                   | 2:45 |
| 5. | "Seitokai no Inbou (生徒会の陰謀)"                                                                                       | 2:10 |
| 6. | "Kounai Sennyu (校内潜入)"                                                                                               | 1:42 |
| 7. | "Haishibu wo Kakete (廃部を賭けて)"                                                                                      | 1:54 |
| 8. | "Kounai no Kyoufu (校内の恐怖)"                                                                                          | 1:58 |
| 9. | "Sentou Junbi (戦闘準備)"                                                                                                | 1:37 |
| 10. | "Machikado ni Hisomu Teki (街角に潜む敵)"                                                                                | 1:36 |
| 11. | "Sakusen Koudou (作戦行動)"                                                                                              | 1:41 |
| 12. | "Kougai Gakushuu (校外学習)"                                                                                             | 1:28 |
| 13. | "Nigi no Hanamichi (仁義の花道)"                                                                                         | 1:33 |
| 14. | "Fumofumo Parade (ふもふもパレード)"                                                                                     | 0:57 |
| 15. | "Kigurumi Degeki (きぐるみ出撃)"                                                                                         | 2:08 |
| 16. | "Subtitle (サブタイトル)"                                                                                                | 0:12 |
| 17. | "Eyecatch (アイキャッチ)"                                                                                                | 0:14 |
| 18. | "Trap (トラップ)" | 1:49 |
| 19. | "Tokkun, Tokkun (特訓、特訓)"                                                                                            | 1:47 |
| 20. | "Shingata Heik (新型兵器)"                                                                                               | 1:44 |
| 21. | "Tasogare ni Akaku Shimaru Machinai (黄昏に赤く染まる町内)"                                                              | 2:14 |
| 22. | "Totsunyuu (とつにゅー)"                                                                                                 | 1:05 |
| 23. | "PARADISE GOGO" | 1:24 |
| 24. | "Kakoku na Bukkatsu (過酷な部活)"                                                                                        | 1:42 |
| 25. | "Higeki no Class Iin (悲劇のクラス委員)"                                                                                 | 1:40 |
| 26. | "Hateshiai wa Hateshinaku (果し合いは果てしなく)"                                                                        | 3:11 |
| 27. | "Deddo Hiito (でっどひーと)"                                                                                             | 1:38 |
| 28. | "Koukou no Kaidan??? (学校のかいだん???)"                                                                                | 1:51 |
| 29. | "Senjou wa Gakubisha (戦場は学び舎)"                                                                                     | 1:29 |
| 30. | "Futari de... (ふたりで…)"                                                                                               | 1:32 |
| 31. | "Bukiyou na Omoi (不器用な想い)"                                                                                         | 2:08 |
| 32. | "Soredemo, Aitsu to (それでも、あいつと)"                                                                                | 1:56 |
| 33. | "Kimi ni Fuku Kaze (君に吹く風)"                                                                                         | 4:41 |
| Tổng thời lượng: | Tổng thời lượng: | 1:03:09 |

Bộ anime thứ ba cũng có hai bài hát chủ đề, một mở đầu và một kết thúc. Bài hát mở đầu có tựa Minami Kaze (南風), bài hát kết thúc có tựa Mouichido Kimi ni Aitai (もう一度君に会いたい) cả hai đều do Shimokawa Mikuni trình bày, đĩa đơn chứa cả hai bài hát đã phát hành vào ngày 18 tháng 8 năm 2005. Album chứa các bản nhạc dùng trong bộ anime này cũng phát hành vào ngày 18 tháng 8 năm 2005.
| Minami Kaze / Moichido Kimi ni Aitai (南風/もう一度君に会いたい) | Minami Kaze / Moichido Kimi ni Aitai (南風/もう一度君に会いたい)                | Minami Kaze / Moichido Kimi ni Aitai (南風/もう一度君に会いたい) |
| STT                                                              | Nhan đề                                                                         | Thời lượng                                                       |
| ---------------------------------------------------------------- | ------------------------------------------------------------------------------- | ---------------------------------------------------------------- |
| 1.                                                               | "Minami Kaze (南風)"                                                            | 4:04                                                             |
| 2.                                                               | "Moichido Kimi ni Aitai (もう一度君に会いたい)"                                 | 5:11                                                             |
| 3.                                                               | "Ano hi ni Kaeritai (あの日に帰りたい)"                                         | 2:37                                                             |
| 4.                                                               | "Minami Kaze ~Instrumental~ (南風 ～Instrumental～)"                            | 4:05                                                             |
| 5.                                                               | "Moichido Kimi ni Aitai ~Instrumental~ (もう一度君に会いたい ～Instrumental～)" | 5:08                                                             |
| Tổng thời lượng:                                                 | Tổng thời lượng:                                                                | 21:05                                                            |

| Full Metal Panic! TSR OST (フルメタル・パニック!TSR OST) | Full Metal Panic! TSR OST (フルメタル・パニック!TSR OST)                                                      | Full Metal Panic! TSR OST (フルメタル・パニック!TSR OST) |
| STT                                                      | Nhan đề | Thời lượng                                               |
| -------------------------------------------------------- | --- | -------------------------------------------------------- |
| 1.                                                       | "Minami Kaze (shibuya edit) (Opening theme) (南風 (shibuya edit) (オープニングテーマ))"                       | 2:38                                                     |
| 2.                                                       | "Anyaku (暗躍)"                                                                                               | 1:52                                                     |
| 3.                                                       | "Shissou (疾走)"                                                                                              | 2:28                                                     |
| 4.                                                       | "Kaiko (回顧)"                                                                                                | 2:35                                                     |
| 5.                                                       | "Heion (平穏)"                                                                                                | 1:58                                                     |
| 6.                                                       | "Yuuai (友愛)"                                                                                                | 1:47                                                     |
| 7.                                                       | "Kunou (苦悩)"                                                                                                | 1:36                                                     |
| 8.                                                       | "Kennen (懸念)"                                                                                               | 2:09                                                     |
| 9.                                                       | "Seppaku (切迫)"                                                                                              | 2:30                                                     |
| 10.                                                      | "Shukumei (宿命)"                                                                                             | 1:37                                                     |
| 11.                                                      | "Shinkou (侵攻)"                                                                                              | 2:11                                                     |
| 12.                                                      | "Taiji (対峙)"                                                                                                | 2:14                                                     |
| 13.                                                      | "Shirei (指令)"                                                                                               | 2:38                                                     |
| 14.                                                      | "Shutsugeki (出撃)"                                                                                           | 2:20                                                     |
| 15.                                                      | "Kakutou (格闘)"                                                                                              | 2:11                                                     |
| 16.                                                      | "Shikku (疾駆)"                                                                                               | 2:33                                                     |
| 17.                                                      | "Hanageki (反撃)"                                                                                             | 2:42                                                     |
| 18.                                                      | "Shouri (勝利)"                                                                                               | 4:09                                                     |
| 19.                                                      | "Moichido Kimi ni Aitai (ebisu edit) (Ending theme) (もう一度君に会いたい (ebisu edit) (エンディングテーマ))" | 2:05                                                     |
| Tổng thời lượng:                                         | Tổng thời lượng:                                                                                              | 44:13                                                    |

Trong album phát hành vào ngày 19 tháng 3 năm 2008 tập hợp một số bài hát của Shimokawa Mikuni có tên 9 Que! cũng chứa hầu hết các bài hát chủ đề dùng trong các bộ anime trừ hai bài Kimi ni Fuku Kaze và Mouichido Kimi ni Aitai.
| 9 Que!! ~Shimokawa Mikuni Self Cover Album~ (9 Que!! ～下川みくにセルフカバーアルバム～) | 9 Que!! ~Shimokawa Mikuni Self Cover Album~ (9 Que!! ～下川みくにセルフカバーアルバム～) | 9 Que!! ~Shimokawa Mikuni Self Cover Album~ (9 Que!! ～下川みくにセルフカバーアルバム～) |
| STT                                                                                      | Nhan đề                                                                                  | Thời lượng                                                                               |
| ---------------------------------------------------------------------------------------- | ---------------------------------------------------------------------------------------- | ---------------------------------------------------------------------------------------- |
| 1.                                                                                       | "Believer ~Tabidachi no Uta~ (BELIEVER～旅立ちの歌～)"                                   | 4:56                                                                                     |
| 2.                                                                                       | "Again"                                                                                  | 4:41                                                                                     |
| 3.                                                                                       | "tomorrow"                                                                               | 3:33                                                                                     |
| 4.                                                                                       | "Karenai Hana (枯れない花)"                                                              | 4:31                                                                                     |
| 5.                                                                                       | "Tatta Hitotsu no (たった、ひとつの)"                                                    | 5:22                                                                                     |
| 6.                                                                                       | "Minami Kaze (南風)"                                                                     | 3:55                                                                                     |
| 7.                                                                                       | "Alone"                                                                                  | 4:51                                                                                     |
| 8.                                                                                       | "Sore ga, Ai Desho (それが、愛でしょう)"                                                 | 5:26                                                                                     |
| 9.                                                                                       | "Canary (カナリア)"                                                                      | 4:58                                                                                     |
| 10.                                                                                      | "Love Song on the Radio"                                                                 | 4:13                                                                                     |
| 11.                                                                                      | "Kanashimi Ni Makenaide (悲しみに負けないで)"                                            | 6:01                                                                                     |
| 12.                                                                                      | "Remember"                                                                               | 4:37                                                                                     |
| 13.                                                                                      | "Two of one -Demo Track-"                                                                | 2:23                                                                                     |
| Tổng thời lượng:                                                                         | Tổng thời lượng:                                                                         | 59:27                                                                                    |

## Đón nhận
Tập DVD thứ hai của Full Metal Panic! The second Raid đã được Theron Martin của Anime News Network đánh giá cao vì đã thúc đẩy sự phát triển nhân vật của Sousuke và Kaname cũng như các yếu tố kịch tính ngoài hài kịch và hành động. Mô tả tầm ảnh hưởng của tập, Martin giải thích rằng "Tầm ảnh hưởng mạnh mẽ của nó [tức là mối quan hệ của Sousuke và Kaname] đã xuất hiện một cách đẹp đẽ trong tập 7, khi Kaname tìm kiếm Sousuke trong một khoảnh khắc sợ hãi và lần đầu tiên, Sousuke không có mặt để bảo vệ cô. Đó là một trong những khoảnh khắc có thể định nghĩa toàn bộ loạt phim.
Các bài đánh giá của THEM đã lưu ý rằng Arm Slaves, giống như hầu hết các phương tiện thực tế khác, được thực hiện một cách tỉ mỉ đến nỗi những người hâm mộ của loạt phim mecha sẽ "lùng sục các danh mục trực tuyến cho sách công nghệ và phác thảo." Bureau 42 nói rằng " hành động của mecha [Arm Slave] trong chương trình được thực hiện rất tốt. Trong khi tôi không thể so sánh hành động với các chương trình mecha có căn cứ khác như Patlabor, thì cuộc chiến được thực hiện rất tốt và dễ theo dõi, và trực quan hấp dẫn." Triforce nhận xét rằng các trận chiến Arm Slave trong Full Metal Panic! loạt sẽ có thể giữ sự chú ý của người xem đến chương trình.
Những lời chỉ trích tiêu cực đã nhắm vào vai trò của Arm Slaves trong suốt loạt Full Metal Panic! . Chẳng hạn, đánh giá của Ender nói rằng vai trò mecha của họ đang gây nhầm lẫn rằng Arm Slaves chả khác gì "các chiến binh Dragon Balls, chưởng quả cầu năng lượng vào nhau và bật trạng thái" Super Saiya. " Anime Database chấm cả sê-ri Full Metal Panic! 4 trên 5 vì các trận chiến của Arm Slaves lúc đầu tốt nhưng càng về sau càng hư cấu. GameSpot Union nhận xét về mối quan hệ giữa Arm Slaves và hoạt hình được thực hiện trên Full Metal Panic!, nói cả hoạt hình và góc quay camera đều không tốt.
Tiểu thuyết có hơn 11 triệu bản in.